# Петропавловская волость (Славяносербский уезд)
Петропа́вловская во́лость — административно-территориальная единица Славяносербского уезда Екатеринославской губернии.
По состоянию на 1886 год состояла из 2 поселений, 2 сельских общин. Население — 5 567 лиц (2 776 мужского пола и 2 793 — женского), 741 дворовое хозяйство.
|                       | Площадь, десятин | В том числе пахотной, дес. |
| --------------------- | ---------------- | -------------------------- |
| Сельских общин        | 14651            | 13020                      |
| Частной собственности | —                | -                          |
| Другой собственности  | 240              | 235                        |
| В целом               | 14891            | 13255                      |

Крупнейшие поселения волости:
- Петропавловка — бывшее собственническое село при реке Луганчик в 54 верстах от уездного города, 3 457 человек, 454 двора, церковь, школа, 5 лавочек, винный погреб, ежегодная ярмарка.
- Орехово — село при реке Луганчик, 2 112 человек, 287 дворов, церковь, часовня, лавка, винный погреб.

По данным на 1908 год состав волости не изменился. Население выросло до 10 872 лиц (5 902 мужского пола и 4 970 — женского), 1 470 дворовых хозяйств.
По состоянию на 1916 год: волостной старшина — Клочков Яков Фёодорович, волостной писарь — Петровский Иван Андреевич, председатель волостного суда — Бугай Илья Стефанович, исполняющий обязанности секретаря волостного суда — Масик Иван Дмитриевич.